# 피어허 막 델바흐
피어허 막 델바흐(아일랜드어: Fiacha mac Delbaíth [ˈfʲiːəxə])는 아일랜드 신화에 등장하는 투어허 데 다넌 신족 아르드리로, 델바흐의 아들이다. 《에린 침략의 서》에 따르면, 피어허는 나마의 아들이자 네흐탄의 형제인 카허(Caicher)에 의해 아버지가 왕위에서 물러나자 그 위를 물려받았다. 한편, 《에린 왕국 연대기》와 제프리 키팅은 피어허가 직접 왕위를 찬탈했다고 기술하고 있다.
피어허는 자기 어머니 에른마스와의 사이에서 세 딸 반바, 폴라, 에리우를 낳았다. 이 세 딸은 각각 후대 아르드리 에후르 막 쿠일, 테후르 막 케크트, 케후르 막 그레네에게 시집가 왕비가 되었다. 피어허는 에린을 10년 동안 통치하다가 임베르의 에오간(Éogan of Imber)과의 전투에서 조카 이 막 올라마인과 함께 전사했다.
| 전임 델바흐 | 에린의 지고왕 AFM 기원전 1740년 ~ 1730 FFE 기원전 1327년 ~ 기원전 1317년 | 후임 에후르 막 쿠일 테후르 막 케크트 케후르 막 그레네 |